# Přebor Moravskoslezského kraje 2017/2018
V soubojích 58. ročníku Přeboru Moravskoslezského kraje 2017/18 (jedna ze skupin 5. fotbalové ligy) se utkalo 16 týmů každý s každým dvoukolovým systémem podzim–jaro. Tento ročník začal v sobotu 5. srpna 2017 úvodními pěti zápasy 1. kola a skončil v sobotu 16. června 2018 zbývajícími sedmi utkáními 30. kola. Kromě vítězných Dětmarovic postoupily do divize i mužstva Olympia Bruntál a Heřmanice Slezská (díky odhlášení celků z divizí).

## Nové týmy v sezoně 2017/18
- Z Divize E 2016/17 sestoupilo do Moravskoslezského krajského přeboru mužstvo SC Pustá Polom.
- Ze skupin I. A třídy Moravskoslezského kraje 2016/17 postoupila mužstva FK Stará Bělá (vítěz skupiny A) a FC Vratimov (vítěz skupiny B).

## Nejlepší střelec
Nejlepším střelcem ročníku se stal Martin Váňa z SK Beskyd Čeladná, který vstřelil 27 branek ve 29 startech.

## Statutární sponzor ročníku
Společnost Poháry Bauer 

## Konečná tabulka
Zdroj:
| Poř. | Tým                              | Z  | V  | R | P  | VG | OG | B  |
| ---- | -------------------------------- | -- | -- | - | -- | -- | -- | -- |
| 1.   | SK Dětmarovice                   | 30 | 22 | 2 | 6  | 74 | 33 | 68 |
| 2.   | FC Slavoj Olympia Bruntál        | 30 | 20 | 7 | 3  | 70 | 34 | 67 |
| 3.   | FC Heřmanice Slezská             | 30 | 21 | 3 | 6  | 87 | 33 | 66 |
| 4.   | TJ Háj ve Slezsku                | 30 | 18 | 3 | 9  | 72 | 48 | 57 |
| 5.   | SC Pustá Polom (S)               | 30 | 16 | 7 | 7  | 67 | 34 | 55 |
| 6.   | SK Beskyd Čeladná                | 30 | 13 | 7 | 10 | 79 | 49 | 46 |
| 7.   | FK SK Polanka nad Odrou          | 30 | 11 | 5 | 14 | 49 | 57 | 38 |
| 8.   | FK Stará Bělá (N)                | 30 | 11 | 4 | 15 | 45 | 62 | 37 |
| 9.   | ŠSK Bílovec                      | 30 | 10 | 5 | 15 | 46 | 63 | 35 |
| 10.  | SK Šenov                         | 30 | 10 | 4 | 16 | 56 | 71 | 34 |
| 11.  | FK Krnov                         | 30 | 9  | 6 | 15 | 50 | 67 | 33 |
| 12.  | SK Beskyd Frenštát pod Radhoštěm | 30 | 10 | 2 | 18 | 58 | 67 | 32 |
| 13.  | FK Český Těšín                   | 30 | 8  | 8 | 14 | 38 | 54 | 32 |
| 14.  | TJ Břidličná                     | 30 | 9  | 4 | 17 | 52 | 81 | 31 |
| 15.  | FK Slavia Orlová                 | 30 | 9  | 3 | 18 | 38 | 82 | 30 |
| 16.  | FC Vratimov (N)                  | 30 | 5  | 6 | 19 | 49 | 95 | 21 |

|  | Postup do Divize E 2018/19                                   |
|  | Sestup do I. A třídy Moravskoslezského kraje – sk. B 2018/19 |